# 李秉喆
李秉喆（1910年2月12日—1987年11月19日），號湖巖，韩国三星集團创始人、首任会长:22，1961至1962年首届韩国经济人协会会长:66-67，韩国无穷花勋章:183:22，日本一等瑞宝章:99。
李秉喆1910年2月12日出生于今韩国庆尚南道宜宁郡，早年曾多次创业，但由于战争、政治動盪等不可抗力因素而尽毁。1938年3月1日，他在大邱成立“三星商会”，并从贸易中积累了原始资本。朝鲜战争结束后，他开始进入生产领域，先后创建了“第一制糖株式会社”、“第一毛纺株式会社”、“韩国化肥”等从事进口替代的生产性企业。1970年代，李秉喆开始进军电子工业，先是生产家电产品，后又进行半导体的研发与生产。除生产与国贸外，他还先后创办了東洋廣播公司、《中央日报》、湖岩美术馆等文化机构，并出资救助了经营陷入困境的大邱学院（今岭南大学前身）和成均馆大学。
李秉喆有“韩国创业之神”、“韩国财界之父”的美誉:28，美国《华盛顿邮报》称之“韩国的洛克菲勒”。 他奉行“事业报国”、“人才第一”和“合理追求”的经营原则:26:113。他的用人哲学是“用人不疑，疑人不用”:25在他的创业实践中，他标榜“三星第一”主义:110，“勇作第一人”。

## 生平

### 出身
李秉喆1910年2月12日出生于今韩国庆尚南道宜宁郡正谷面中桥里村的一个士绅家庭，是家中最小的孩子，上有一个哥哥和两个姐姐:182:22。李秉喆的祖上是庆州李氏，从第十六代起为免受燕山君时期的政治灾难，辞官移居到自古有世外桃源之称的中桥里乡。他的祖父李洪锡（号文山）是“岭南巨儒”许生齐的门下弟子，著有《文山文集》。李洪锡晚年在中桥里村的宅邸内创办了私塾“文山亭”，里面至今保存着许生齐所写的“李公实事求是、家风严谨”的寄文:5。
宜宁郡有着“忠义村”的美名，是朝鮮著名义兵将士郭在宇和朝鮮獨立運動人士安锡军的出生地:4。李秉喆的父亲李赞宇是当地有名的士绅。1919年，“三一运动”期间，许多韩国仁人志士频繁出入年收1000石的李赞宇家，谈论“独立”“解放”“抗议”等事情，使李秉喆从小受到爱国主义熏陶:4。李赞宇还曾支持李承晚等人发起的独立运动，与李承晚都是“独立协会”的成员:88:22。他的母亲权在林是位心地善良的女性。村里有谁生孩子，她一定会送去裙带菜和大米。她还经常教诲李秉喆“原野裡花开的正盛的时候，也是穷人最苦的时候，不能装作看不见。”:4:22

### 学生时代
李秉喆6岁时开始在他祖父创办的私塾“文山亭”学习《四书五经》。不过，他并不喜欢在私塾上学。其它的孩子两三个月就可以通读《千字文》，可他却用了一年的时间:5-6:7-8。10岁的时候，李秉喆在晋州新式学校智水学校插班上三年级。新式学校使李秉喆对学习产生了浓厚的兴趣。半年后，他转到京城府寿松普通学校读三年级。除数学外，他的学习成绩都是只能及格。50人的班里，他排在第35到40名。由于他地方口音重，皮肤黑，年纪大，原本让人羡慕的富家子弟，到了京城却被同学嘲笑。他于是选择了用一年时间学完五六年课程直接升入中学的速成班。经过全力以赴的学习，他如期进入了中学。当时的朝鮮社会有早婚的习俗。1926年12月5日，李秉喆按照父母的安排与妻子朴杜乙在家乡结婚。举行完婚礼后，他又重新返京读书:11-20:6-9。
1929年10月，在他中学还未毕业的时候，李秉喆去日本留学。在东京，他巧遇在早稻田大学读三年级的庆尚南道咸安来的朝鮮学生李舜根。在他的帮助下，李秉喆于1930年4月考入日本早稻田大学政治经济系。受世界经济危机的影响，当时日本经济陷入了泥潭，股票、大米、生丝市价都在暴跌，企业纷纷倒闭，大街上都是失业的人群。那时日本的大学是左翼运动与反体制运动的大本营。李秉喆也参加了一回反对濱口雄幸首相的游行示威，结果在警署扣留室关了两宿。李秉喆在日本学习很用心，但在留学的第二年，他的身体和脚开始浮肿，甚至无法正常走路。医生诊断他是由于偏食患上了脚气病并引发严重的并发症。无奈之下，他只好于1931年9月弃学回国。:27-30:8-9:182

### 早期创业

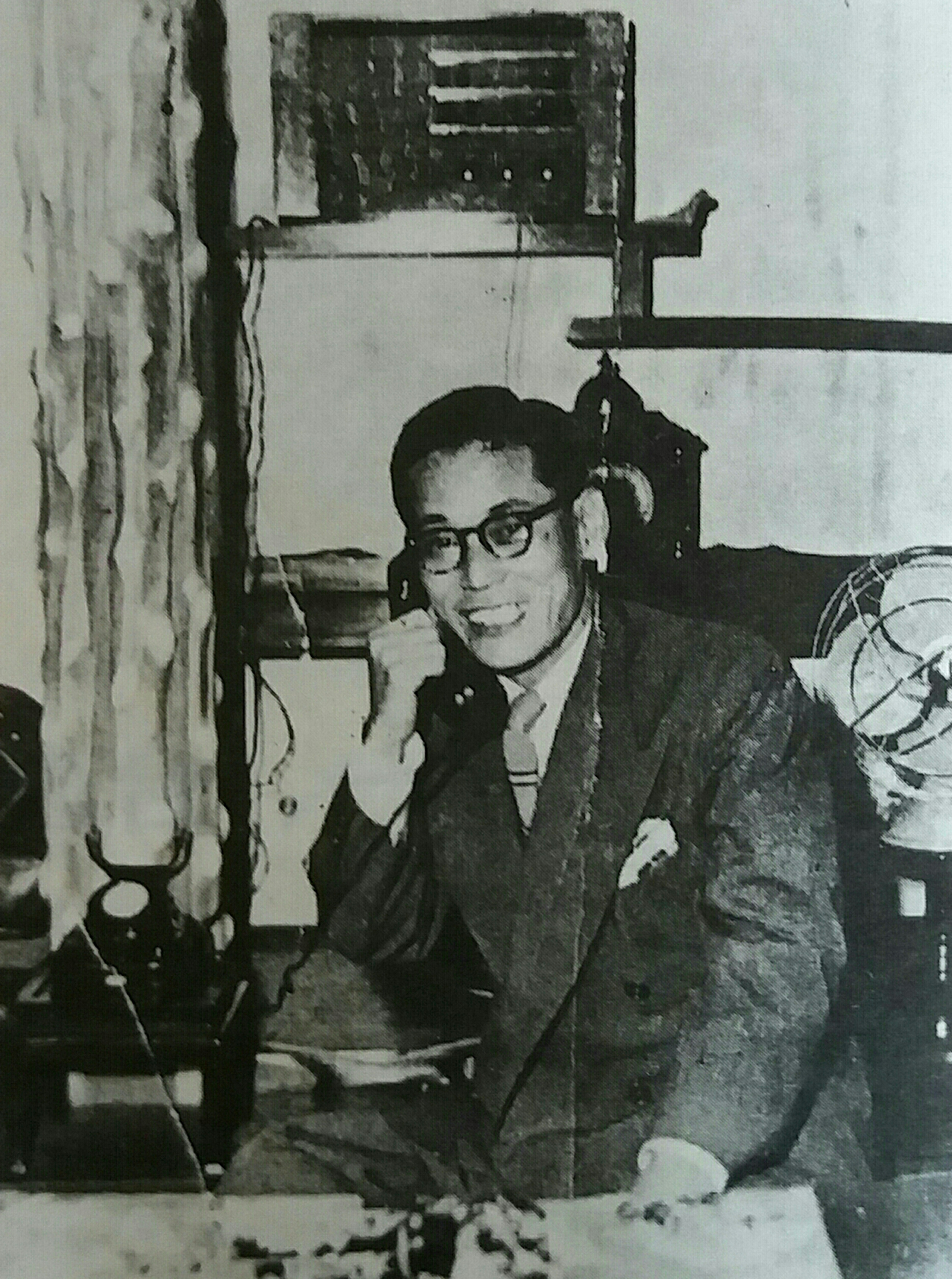
创业初期的李秉喆

回到家后，李秉喆的身体得到了恢复。他原本打算到大城市找工作，但却找不到合适的工作，曾回家務农，但多久又选择创业。他的父亲很支持他，并分给他300石的家产作他创业的资本:32-43:12-14。1936年3月，李秉喆与两位好友在离家乡不远的马山贷款创办了“协同精米所”。在发现马山物资运输条件严重短缺后，他又用所赚的钱收购了日本人经营的一家运输公司，成立了一家拥有20辆卡车的粮食运输公司，使事业得到进一步的拓展:46-52:14-15。
受世界经济危机的影响，朝鮮土地的价格骤跌，而大米的价格却在猛涨。在精米和运输事业大获成功后，李秉喆开始通过银行贷款大量购买土地，然后把购来的土地出租给农民，赚佃租。他一度拥有200万坪土地，年收1万石，成为当时马山的年轻大富豪。1937年9月，正当他筹划新的事业，需要巨额资金周转的关键时期，日本为军备扩张，下达了银行资金冻结令，中断一切银行业务。银行告知李秉喆一切贷款都终止，并让他迅速连本带息还清所贷钱款。无奈之下，他只好低价赔本卖掉刚刚买入的土地，并被迫卖掉碾米厂和运输公司来偿还银行贷款。辛勤创业积累下的财富，一夜间化为了乌有。:63-71:16-17

### 创建三星集团

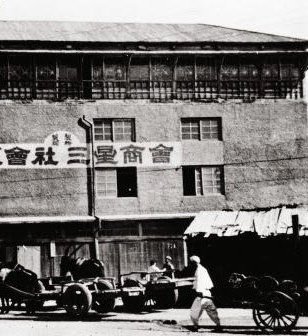
李秉喆創立的三星商會

#### 贸易起家
为了寻找创业机会，他先后对釜山、京城、平壤、新义州、元山、满洲国的新京（今长春）、奉天（今沈阳）、以及中国北平（今北京）、青岛等地作了考察，并打算从事出口贸易。1938年3月1日，他在大邱西门市场附近成立“三星商会”，主要向中国东北和河北地区出口朝鮮的水果和水产品。商会名字中的“三”在韩语中代表着大、多、强；“星”则是清澈、明亮、深远、永放光芒之意。:76-78:20--21
三星商会开张一个月后，李秉喆将他在早稻田大学留学期间的好友李舜根请来作经理。李舜根由于在留学期间参与学生运动，回国后一直找不到工作。于是李秉喆让他负责公司的日常工作。随着三星商社的发展，李秉喆开始寻找新的投资对象。当时有个日本经营的年酿造7000石粮食的“朝鮮酿造”由于内部分裂，急于出卖。当时的酿酒行业是由總督府控制的高利润行业。于是李秉喆立即出资12万买下了酒厂。仅仅一年的时间，三星商会的“朝鮮酿造”就超过大邱其它七家酿酒会社跃居第一位。这次成功的收购也使李秉喆成为岭南地区响当当的年轻商人和财界议论的中心。:79-80:25-32
1941年，日本偷袭珍珠港后，太平洋战争爆发。日本帝国主义进一步加强了对朝鮮的掠夺，粮食等许多物资实行统制，只允许经营面粉、苹果和水产品的会社自己支配5%的产品，其余都作为军饷上缴。三星商会和朝鮮酿造因此不仅无利可图，甚至到了不得不停产的地步。1942年，李秉喆将三星商会和朝鮮酿造的业务转交给了李舜根，自己回到了家乡中桥里。1945年8月15日，李秉喆和人们一起听到了收音机里日本天皇宣布日本无条件投降的广播，为朝鮮的独立欢呼雀跃。:81-83:32
刚刚独立后的朝鮮处于一片混乱的局面。李秉喆回到大邱后，与其它九位实业界名士组成了“乙酉会”，并收购了原日本人经营的《朝鮮民報》，改为《大邱民报》。刚刚从美国归国的李承晚来大邱视察，包括李秉喆在内的30多位大邱名士参加了欢迎李承晚的仪式。李秉喆的父亲李赞宇和李承晚都是“独立协会”的成员。在欢迎仪式上，李承晚对李秉喆说需要他为国家多做些事，并邀请他有空到他在汉城梨花府坐坐:87-88。在将三星商会和酿酒厂的经营移交给主要骨干后，李秉喆携家人北上去了汉城，并于1948年11月在汉城成立“三星物产公司”。三星物产的主要业务是将韩国海产品出口到香港、澳门、新加坡等地，同时进口钢材、医药品、白糖、缝纫机和化肥等商品。成立仅一年，三星物产就盈利1.2亿韩圆，在当时韩国543家注册贸易公司中排名第七位。:89-90:39:2
1950年6月25日朝鲜战争爆发，李秉喆苦心经营的三星物产化为乌有。他携带家人和三星物产的员工回到了大邱。当时，大邱也被战火波及，但李秉喆的友人不仅保住了酿酒厂的事业，还为他积累了三亿元的资金。1951年1月，李秉喆用这三亿元的资金在釜山重建了“三星物产株式会社”。一年后，三星物产的总资产达到60亿元，增加了20倍。:94-101:54-56

#### 进军制造业
战后的韩国，各种物质匮乏，大量的物质都依赖进口。从事进口贸易在当时是非常赚钱的生意。不过，李秉喆并没有以此满足。他看到在一段相当长的时间内，发展进口替代的制造业以满足国民日用品需求将是韩国生存的唯一出路，也是三星发展壮大的最好途径。于是他决定将贸易资本转化为产业资本，向制造业过渡。:101
经过调研后，李秉喆最终决定选择制糖业，并于1953年8月1日在釜山成立“第一制糖工业株式会社”。“第一”二字体现着他勇往直前，勇夺第一的气概。当时进口白糖的价格是300韩圆一斤，而第一制糖生产的白糖只卖48韩圆。刚开始的时候，人们都怀疑国产白糖的质量，但第一制糖生产的白糖与进口白糖别无两样。没过三个月，第一制糖就已经出现了供不应求的情况。1954年，7月28日，第一制糖获得了国产制品最优秀奖。同年，韩国白糖的进口依存度由原来的100%，降为67%，1955年又降为34%。到1956年，韩国仅需要进口7%的白糖，第一制糖几乎占领了韩国整个市场，为韩国节省的外汇开支由1953年的2万美元上升到1956年的200万美元。第一制糖的建成使李秉喆从单纯的商人转变成了一位企业家，同时也是韩国进口替代产业的正式出现，在韩国现代经济史上有着重要的意义。由于第一制糖的成功，韩国国内有七家公司紧随其后进入制糖业，出现了激烈竞争的局面。由于第一制糖进入时间最早，加上经营有方，其国内市场占有率一直保持在70%。:94-101:56-58
第一制糖成功后，李秉喆又把解决人们穿衣问题的纺织业作为他的第二个进口替代产业。韩国当时纤维制品需大量从国外进口，特别是毛织品和毛纱的进口量更大。他从时任韩国商工部部长姜成泰那了解到，韩国每年要花1000多万美元进口细毛纱，但还是织不出像样的毛料。他于是下决心进军毛纺织业，“用十年时间让全国的人都穿上韩国制作的西服”。1954年9月15日，李秉喆在第一制糖成立一年之后，又成立了“第一毛织株式会社”。1956年5月2日，第一毛织正式开厂投产。第一毛织是韩国自己建立的毛纺厂，引进的是德国先进的技术和设备，因此倍受韩国政府重视。1957年10月26日，时任韩国总统李承晚来厂视察，还为工厂题写了“衣被苍生”四个大字。该题词一直保存在第一毛织大邱工厂的经理室内。:110-117:59
第一毛纺投产初期生产的产品质量并不不理想，与进口面料相比显得粗糙，垂感不好。为提高质量，李秉喆让人购买了100多种知名品牌的进口面料和自己的产品对比，每天都夜以继日的进行研究，最终攻克了难关。每当会见客人和朋友的时候，他都有穿上第一毛纺面料制作的西服。渐渐地第一毛纺得到了人们的认可。1958年，第一毛纺销售额达到44.9亿元，获利1.7亿元。1960年4月，第一毛纺的资本已经从创立之初的1亿元猛增到30亿元。在韩国政府限制进口的保护政策下，第一毛纺发展成可以完全满足韩国国内市场的最大毛织企业，从而结束了外国毛料长期垄断韩国市场的局面。:117-120
虽然经过努力，以生活必需品为主的韩国轻工业已经恢复到战前水平， 但金融资本市场还处在未整顿的状态，呈现出近代以前落后的景象。为改革金融业，韩国政府推行了银行完全民营化的政策，将政府持有的全国性商业银行股票转让给民间。通过公开投标，李秉喆先后购入韩一银行（1957年2月6日）、商业银行（1958年10月10日）和朝兴银行（1959年4月9日）30%-80%的股份。虽然李秉喆是银行的大股东，但他不直接参与银行的经营，而是全权交由公司内部经营团队处理。与此同时，他还先后接管了湖南化肥、韩国轮胎和三陟水泥等陷入困境的企业:61:184。20世纪50年代中期，三星集团已经初具规模，并实现了生产、流通、金融一体化:29:2。

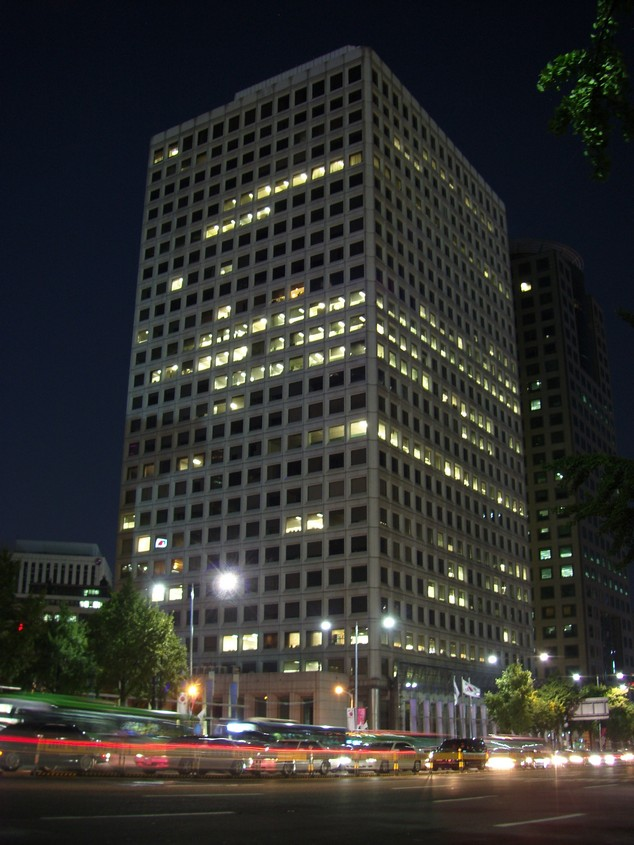
李秉喆执掌时期的三星总部大厦

#### 多事之秋
朝鲜战争结束后，韩国国内化肥产量几乎为零，而作为基础产业的农业对化肥的需求却逐年增加。进口化肥是当时韩国外汇流失最多的产业。化肥产业是个投资大，技术要求高的产业，一般的企业都不敢轻易涉足，就连政府也不敢贸然投资。但李秉喆决心建造一座投资5000万美元的世界最大规模的化肥厂。他认为只有建设具有国际水平的大型化肥厂，才能解决韩国化肥的自给，以量取胜，薄利多销，使农民真正受益。当时韩国的外汇储备还不到30万美元，于是李秉喆决定从国外借款建化肥厂，得到了李承晚总统的支持。在李秉喆忙于在欧美寻求贷款的时候，韩国国内爆发四一九革命，李承晚政权垮塌。三星集团内部也出现了对立的两派，气氛十分紧张。李秉喆于是回国亲自处理第一毛纺的劳资纠纷，并作为涉嫌非法敛财的被告人出庭受审。在法庭上，李秉喆指出企业本身并不愿偷税漏税，但韩国一直以来沿用着战争时期的纳税制度，各种税额加起来达到利润的120%，这种税制下，企业根本无法生存。他批评政府应该制定合理的纳税制度而不是拿企业偷税说事。最终检察院通报50家企业追缴200亿韩圆的税额，李秉喆补交了50亿韩圆。建化肥厂的计划也因此不了了之。李承晚下台后，新成立的第二共和国社会很不安定。李秉喆感到事业无望，离开汉城去了东京。:127-133:62-63
1961年5月16日，韓國陸軍將領朴正熙发动政变推翻了第二共和国掌权。同年5月29日，李秉喆从东京的报纸得知朴正熙政权以非法敛财的名义监禁了11名企业家，三星副社长也遭到拘捕。不久，军政当局发出了通缉令，敦促他尽早回国。回国前，李秉喆首先致函当时的国家再建最高会议，陈述了自己对非法敛财处罚的意见。他说：“应该把在违背常规的不合理税制下，仍在为重建国家经济做贡献，给国民提供就业机会，使其生活安定，交纳税金，支撑国家机器运转的企业家和那些只有百害而无一益的不法企业家严格区别开来。没有经济的稳定，就无法消除贫困。如果能解决国民的贫困问题，就是献出我的全部财产我也心甘情愿。”1961年6月26日，李秉喆从日本归国。在金浦机场，他刚下飞机就被软禁在明洞大都会酒店。第二天，朴正熙接见了他。朴正熙和他见面的第一句话是“让你受委屈了”。之后，两人就非法敛财事件进行了交谈。第二天早晨，李秉喆得知可以返家。但他得知其它企业家仍未獲釋後，坚持要其它人也獲釋才肯离开。最终所有被扣押的企业家都開釋。在此之后不久，27家企业被追加了总共378亿韩圆的税款，其中的27%由李秉喆承担:134-136:63-65。李秉喆被迫将三家银行上交给了国家:83。在朴正熙的邀请下，李秉喆于1961年8月16日就任首届韩国经济人协会会长。在他任期期间，他促成了蔚山工业小区等项目的建成。不过他就任一年后便辞去了这一公职。他认为如果一直出任这一职位，总有一天会成为朴正熙的眼中钉，而被除掉:66-67。
朴正熙政府对发展经济满腔热情。李秉喆也开始在欧洲、美国为建设化肥厂贷款奔波。他的美国之行很顺利，但美方提出必须先建特别工业开发区。他于是决定在蔚山建开发区，并得到了美国的贷款。不过，让他意想不到的是政府因种种原因中止了对民营企业的支付保证。为此，李秉喆被迫交纳了巨额的违约金。1963年，朴正熙当选韩国总统。由于韩国当时没有那么大财力建设化肥厂，朴正熙于是提出让李秉喆建化肥厂。多次受挫并蒙受巨额损失的李秉喆先是拒绝，但考虑到韩国太需要一座先进的化肥厂，他还是在政府的强烈要求下接下了这个任务。1964年8月，李秉喆成立了韩国化肥工业株式会社。1965年，化肥厂正式开始筹建。经过和美、日厂商的交涉与比较，他最终选择从日本三井物产引进资金和技术。:136-142:68-69
1966年9月，在化肥厂还有半年就竣工的关键时刻，工厂保税仓库内一部分进口的20吨OTSA原料（价值5万美元）未经当局许可被员工不慎卖给某化学公司，在转运途中被釜山海关截获。OTSA是尿素生产过程中所需的催化剂，但也可以作为当时受欢迎的糖精原料。三星为此上交了2300万韩圆的罚金。韩国化肥原常务理事李秉喆的二子李昌熙也为此引咎辞职。此事本以告一段落，不料又被人挖出来。一时间，“韩国第一大财阀参与走私”的报道被媒体炒得沸沸扬扬。之前不久，李秉喆曾拒绝某政治人物提出的将韩国化肥30%的股票让渡给他的无理要求。结果不到一个月就发生这样的事情。迫于压力，李秉喆表示将化肥厂上交国家，并辞去自己会长一职。1967年4月20日，韩国化肥竣工。同年10月，李秉喆将公司50%的股份上交给了国家，并辞去会长的职务。他的长子李孟熙接任。为恢复三星的信用，李孟熙进行了改革。但其改革方向和内容在集团内部引发异议，不到半年公司业绩就开始下滑。李孟熙主动请辞后，李秉喆重新就任三星会长一职。:144-153:70-73:90-91

#### 开拓电子工业
20世纪60年代，李秉喆共创办了11家公司:74。在韩国化肥厂成立之前，李秉喆于1963年2月26日成立东洋放送电视台。同年三星还接管了东方生命（三星生命保险公司）、东花百货（新世界百货）、东和房地产、源享产业。1964年1月29日，设立三星奖学会，并于同年7月15日接管大邱大学。1965年，李秉喆创建了三星文化财团，并于同年9月9日接管成均馆大学，9月23日创办《中央日报》。1966年，他又接管了汉城FM广播电台，成立高丽医院，1967年接管世韩造纸（全州造纸）。:184
韩国化肥厂事件后，李秉喆开始考虑三星未来的发展，并把目标锁定在电子工业。他计划在水原建设一个比日本三洋电子集团工业基地还大的电子工业基地。三星捐献出韩国化肥后，社会上出现了许多谣言，说三星快不行了，肯定会破产等等。李秉喆在三星危机四伏的时候，提出建这么大规模的电子工业基地，很快就遭到韩国电子界的反对。由于业界的阻挠和抵抗，三星迟迟拿不到经营许可证。对此，李秉喆提出三星要面对国际市场，三星生产的产品100%直接出口。最终，三星拿到了经营许可证，并于1969年1月13日成立了三星电子工业，今三星电子的前身:157-162。1969年3月5日，三星与日本三洋签订《三星*三洋电机合并合同》，并于12月4日成立三星*三洋电机。1970年1月20日，成立三星NEC（1974年3月更名为三星电管）:186。
建厂初期，李秉喆遇到了重重的困难，日本技术人员根本不让韩方人员接触核心技术。不过，李秉喆还是带领团队苦心专研，工厂最终于1970年进入真正的生产阶段，为日本三洋组装黑白电视机。由于没有自己的技术，三星的产品最初贴的都是日本商标。但这并非李秉喆建厂的初衷。经过三星员工的努力，1972年，三星终于将贴着“韩国制造”的电视机出口到美国。看到三星取得的成绩，日本同行更是严加防范，最后干脆拒绝了技术转移。为了掌握核心技术，李秉喆让研发团队把国外最好的产品一个一个地买进来，然后拆开、研究。经过不断的努力，三星最终开发出韩国第一批彩色电视机。1978年，三星黑白电视机的产量超过了日本松下，位居世界首位。1984年，三星彩色电视机的产量达到500万台，位居韩国第一位。:162-164
20世纪70年代，李秉喆创办了三星石油化学（1974年7月19日）、三星重工（1974年8月5日）、三星工程（1975年1月21日）、三星造船（1977年4月22日）、三星电子零件（1977年5月1日）、三星精密（1977年8月1日）等9家公司，接管了新罗饭店（1973年6月1日）等4家，共有13企业并入到三星集团旗下。在事业发展如火如荼之时的1976年春天，李秉喆感觉胃部不舒服，经过检查被诊断为胃癌。医生为他做了手术，很成功，使他术后又重新忙碌于事业。:74-75:186
1974年，李秉喆成立三星半导体公司，并于同年12月收购韩国半导体韩方股份。1977年12月，他又收购韩国半导体美方股份，并将其改名为“三星半导体”独立经营；1980年1月将三星电子与三星半导体合并为三星电子:30-31。1983年2月初，李秉喆决定把半导体业务定为三星的核心业务，并于3月15日宣布三星正式开放半导体等尖端科技产品。同年秋，三星开始半导体工厂第一生产线的建设:187-188。1983年12月1日，三星电子社长姜振求召开记者招待会宣布三星已经继美、日两国之后成功自行研发出64K DRAM。1984年5月，三星半导体工厂竣工，发达国家需要18个月才能完成的工期，三星仅用6个月就完成了。之后，三星有研发出256K DRAM。第二条生产线也经过8个月的施工于1985年5月21日竣工:176-179。通过科技研发，三星逐渐成为该领域的领跑者。1987年，三星电子成功研发出当时处于世界领先水平的4M DRAM :30-31。
20世纪80年代，年过古稀的李秉喆依然全身心地投入于他的三星事业，韩国电子通讯（1980年4月14日接管）、三星狮棒球队（1982年2月3日组建）、湖岩美术馆（1982年4月22日开馆）、三星综合研究院（1982年6月24日）、三星HP（1984年9月1日）、三星医疗器械（1984年4月18日）、三星数据系统（1985年5月1日）… …:76:1871985年，三星集团首次进入美国《财富》杂志全球50大企业之列，位居42位:37。

### 病逝
1986年5月，李秉喆持续发高烧，左肺发生病变，经医生检查后被确诊为肺癌。尽管之后，他多方求医，进行化疗和放疗，但由于他年迈体弱，病情始终不见好转，最终于1987年11月19日在首尔大学附属医院病逝。:181-183
李秉喆的葬礼于1987年11月23日举行，遗体运到三星大厦他生前工作的办公室，与三星家族人员一一告别之后，到达电子基地和半导体基地。李秉喆逝世以后，韩国政府为他颁发了国民勋章无穷花奖。:183:22
李秉喆去世后，世界各国纷纷表示哀悼。美国总统里根评价说：“他给韩国经济的发展留下隽永的足迹，应受到全世界人民的尊敬”。授予他名誉博士学位的波士顿大学降半旗表示哀悼。波大校長約翰·西爾伯在致遗属的慰问信中写道：“本校决定降半旗向我们伟大的同窗致以哀悼，悼念为韩国及世界的繁荣作出努力的故去的李秉喆会长。我本人也为能与他相识感到荣幸。”日本政府鉴于李秉喆对日韩关系和两国经济发展作出的贡献，也罕见地为他追授了一等瑞宝章，并通过驻韩日本大使馆交于其遗属。:99

## 其它
- 李秉喆通过三星文化财团致力于培养年轻人才。财团设有三星奖学金，并经营大学。三星曾救助陷入经营困难的位于三星发祥地大邱的大邱学院，后该大学与青丘大学合并成为岭南大学，顺利发展壮大。此外，三星财团还接管了陷入经营困境的成均馆大学，将这所原本只有文科院系的大学建设成为文理兼具的综合性大学。[2]:137
- 为弘扬本民族文化，李秉喆将自己所收集的民族美术工艺品全部赠给自己所创建的当时亚洲最大的私人美术馆湖岩美术馆。其中包括他以100万美元从日本购得的韩国流失国宝“青瓷辰砂莲华文瓢型注子”（韩国国宝133号），以及被指定为韩国国宝219号的“青华白瓷梅竹文壶”。1982年4月22日， 湖岩美术馆正式开馆。[2]:138-139
- 1986年2月12日，李秉喆的自传《湖岩自传》出版。[2]:188
- 1979年美国巴布森学院授予他“最高经营者奖”和名誉博士学位。[2]:95
- 1982年4月2日美国波士顿大学授予他经营管理学名誉博士学位，并将这一天定为“李秉喆日”。[2]:95
- 李秉喆视麦克阿瑟将军为拯救国家的恩人。他在最初的第一制糖仁川第一工厂以及位于龙仁自然农园的湖岩美术馆的庭院内都竖立了麦克阿瑟的雕像。在出席波士顿大学名誉博士学位授予典礼期间，他还参观了元帅墓所在地诺福克的麦克阿瑟纪念馆。他还在纽约与麦克阿瑟的夫人共进了午餐，并将位于仁川和龙仁的铜像仿制品送给麦克阿瑟夫人。[2]:98

## 家庭

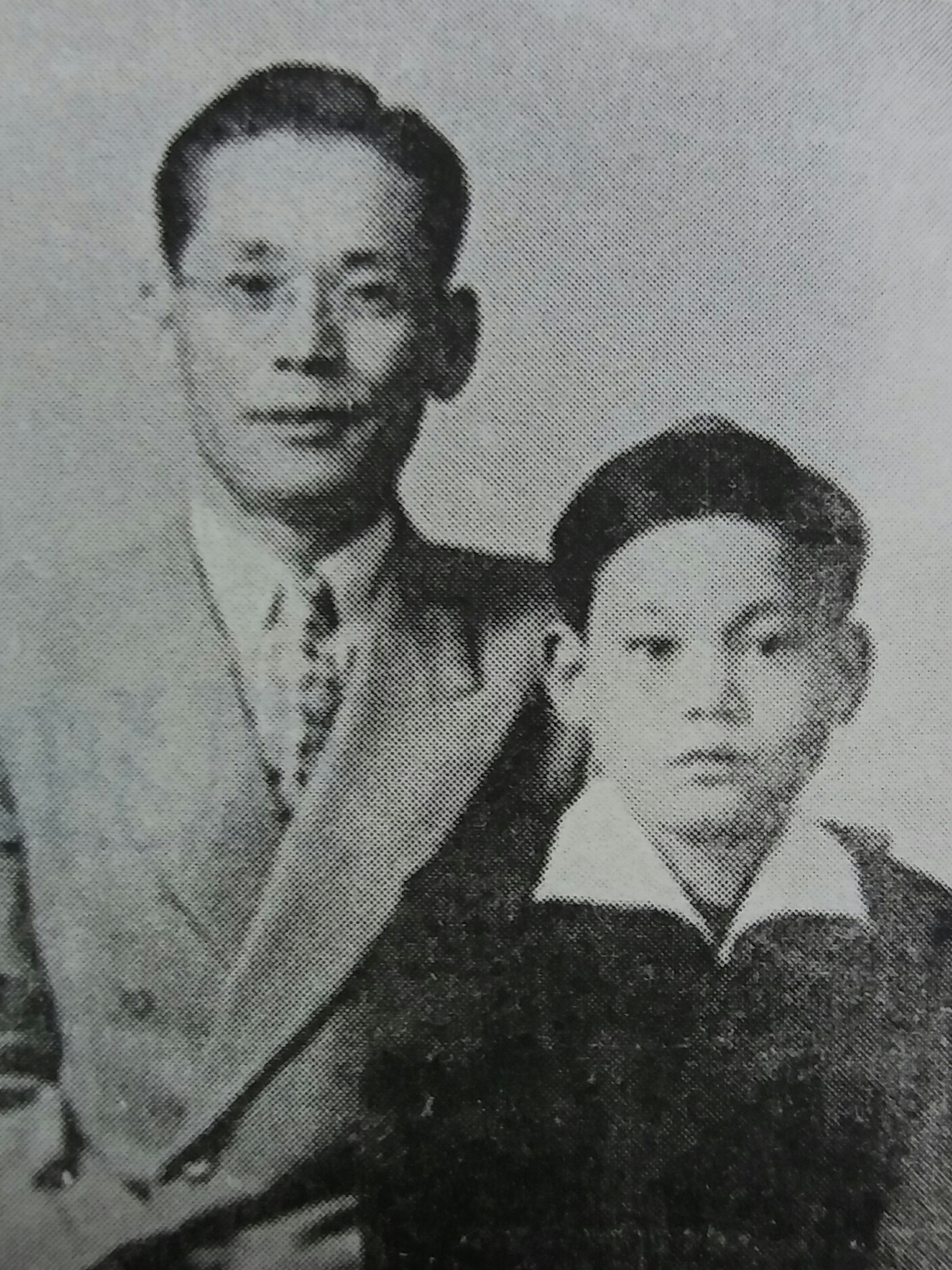
李秉喆与三子李健熙

| 关系 | 姓名             | 生卒年份       |
| ---- | ---------------- | -------------- |
| 父亲 | 李纉雨（이찬우）       | 1884年－1957年 |
| 母亲 | 权在林（권재림）       | 1885年－1959年 |
| 兄长 | 李秉珏（이병각）       | 1906年－1978年 |
| 姐姐 | 李秉潤（音译，） | 1908年－1991年 |

### 配偶子女
李秉喆与妻子朴杜乙（박두을，1907年－2000年）生有三男五女。具氏（구로다）生一子一女。
| 关系 | 姓名       | 生卒年份       | 母亲   | 备注                                                           |
| ---- | ---------- | -------------- | ------ | -------------------------------------------------------------- |
| 长女 | 李仁熙     | 1929年－2019年 | 朴杜乙 | 韩松集团顾问，丈夫赵云海，前三星医疗院理事长                   |
| 长子 | 李孟熙     | 1931年－2015年 | 朴杜乙 | CJ集团名誉总裁                                                 |
| 次子 | 李昌熙     | 1933年－1991年 | 朴杜乙 | 前Saehan总裁                                                   |
| 次女 | 李淑熙     | 1935年－       | 朴杜乙 | 丈夫为「OUR HOME」（아워홈）会长                                     |
| 三女 | 李顺熙（이순희） | 1939年－       | 朴杜乙 | 第一企划顾问                                                   |
| 四女 | 李德熙     | 1940年－       | 朴杜乙 | 丈夫为前三星火灾海上保险会长                                   |
| 三子 | 李健熙     | 1942年－2020年 | 朴杜乙 | 前三星集团会长，妻子洪罗喜（1945年－），前三星美术馆 Leeum馆长 |
| 五女 | 李明熙     | 1943年－       | 朴杜乙 | 新世界集团总裁，丈夫为新世界朝鲜酒店名誉会长                   |
| 四子 | 李泰熙     | 1947年－       | 具氏   | 日本名倉田泰輝，前第一制糖专务                                 |
| 六女 | 李惠熙（이혜자） | 1952年－       | 具氏   |                                                                |

### 孙辈
| 关系   | 姓名       | 生卒年份       | 备注                                       |
| ------ | ---------- | -------------- | ------------------------------------------ |
| 孙女   | 李美敬（이미경） | 1958年－       | 李孟熙之女，CJ集团副社长                   |
| 孙子   | 李在贤（이재현） | 1960年－       | 李孟熙之子，CJ集团社长                     |
| 孙子   | 李在焕（이재환） | 1962年－       | 李孟熙之子                                 |
| 孙子   | 李在宽（이재관） | 1963年－2022年 | 李昌熙之子                                 |
| 孙子   | 李在燦（이재찬） | 1964年－2010年 | 李昌熙之子                                 |
| 孙子   | 李在元（이재원） | 1966年－       | 李昌熙之子                                 |
| 孙女   | 李惠珍（이혜진） | 1967年－       | 李昌熙之女                                 |
| 孙子   | 李在镕     | 1968年－       | 李健熙之子，三星集团会长                   |
| 孙女   | 李富真     | 1970年－       | 李健熙之女，新罗酒店社长                   |
| 孙女   | 李叙显     | 1973年－       | 李健熙之女，三星物产时装部门社长           |
| 孙女   | 李尹馨     | 1979年－2005年 | 李健熙之女，留学纽约大学期间自杀，享年26岁 |
| 外孙   | 郑溶镇（정용진） | 1968年－       | 李明熙之子，现任新世界集团会长             |
| 外孙女 | 郑有庆（정유경） | 1972年－       | 李明熙之女，新世界控股公司总括会长         |